# Onîșkivți, Dubno
Onîșkivți (în ucraineană Онишківці) este un sat în comuna Bereh din raionul Dubno, regiunea Rivne, Ucraina.

## Demografie
Componența lingvistică a localității Onîșkivți
     Ucraineană (98,83%)
     Alte limbi (1,17%)
Conform recensământului din 2001, majoritatea populației localității Onîșkivți era vorbitoare de ucraineană (98,83%), existând în minoritate și vorbitori de alte limbi.